# Stopplaats Zuna
Zuna (geografische afkorting Zn) was een stopplaats bij Zuna aan de voormalige spoorlijn Neede - Hellendoorn. De stopplaats was geopend van 1 mei 1910 tot 15 mei 1931.